# Morenia ocellata
Espèce
Synonymes
- Emys ocellata Duméril & Bibron, 1835
- Emys berdmorei Blyth, 1859

Statut de conservation UICN

 VU A1cd+2cd : Vulnérable
Statut CITES
Morenia ocellata est une espèce de tortues de la famille des Geoemydidae.

## Répartition
Cette espèce est endémique de Birmanie. Sa présence est incertaine au Yunnan en République populaire de Chine.

## Publication originale
- Duméril & Bibron, 1835 : Erpétologie Générale ou Histoire Naturelle Complète des Reptiles, vol. 2, Librairie Encyclopédique de Roret, Paris, p. 1-680 (texte intégral).